# Eishockey-Europameisterschaft der U19-Junioren 1973
Die 6. Eishockey-Europameisterschaft der U19-Junioren fand vom 20. bis zum 27. März 1973 in  Leningrad in der Sowjetunion statt. Die Spiele der B-Gruppe wurden vom 26. bis 31. März 1973 in Heerenveen in den Niederlanden ausgetragen.

## A-Gruppe
| Spiele              | URS  | SWE  | TCH  | FIN  | SUI  | FRG  | Tore  | Pkt.  |
| ------------------- | ---- | ---- | ---- | ---- | ---- | ---- | ----- | ----- |
| 1. UdSSR            |      | 6:2  | 8:2  | 13:0 | 10:2 | 16:2 | 53:08 | 10:0  |
| 2. Schweden         | 2:6  |      | 3:3  | 16:2 | 15:2 | 9:3  | 45:16 | 07:03 |
| 3. Tschechoslowakei | 2:8  | 3:3  |      | 3:2  | 12:3 | 7:3  | 27:19 | 07:03 |
| 4. Finnland         | 0:13 | 2:16 | 2:3  |      | 7:0  | 7:3  | 18:35 | 04:06 |
| 5. Schweiz          | 2:10 | 2:15 | 3:12 | 0:7  |      | 5:3  | 12:47 | 02:08 |
| 6. BR Deutschland   | 2:16 | 3:9  | 3:7  | 3:7  | 3:5  |      | 14:44 | 00:10 |

### Europameistermannschaft: UdSSR
| U19-Europameister UdSSR | Wladimir Myschkin, Juri Nowikow – Alexander Maljugin, Alexander Baldin, Wladimir Lochmatow, Fjodor Kanareikin, Wladimir Kutscherenko, Michail Kowaljow – Wiktor Schluktow, Jewgeni Lukaschin, Boris Tschutschin, Alexander Suschkow, Wladimir Gostjuschew, Alexander Kornitschenko, Wladimir Lawrentjew, Edmunds Vasiļjevs, Wladimir Golikow, Sergei Melikow Trainerstab: Juri Baulin, Juri Morosow, Igor Romischewski |

### Auszeichnungen
| Auszeichnung       | Spieler          | Team             |
| ------------------ | ---------------- | ---------------- |
| Top-Scorer         | Wladimir Golikow | UdSSR            |
| Bester Torhüter    | Göran Högosta    | Schweden         |
| Bester Verteidiger | František Joun   | Tschechoslowakei |
| Bester Stürmer     | Wiktor Schluktow | UdSSR            |

## B-Gruppe

### Vorrunde
Gruppe 1
| Spiele         | ITA | YUG | AUT | NOR | NED | Tore  | Pkt. |
| -------------- | --- | --- | --- | --- | --- | ----- | ---- |
| 1. Italien     |     | 5:5 | 6:1 | 7:6 | 4:2 | 22:14 | 7:1  |
| 2. Jugoslawien | 5:5 |     | 4:4 | 5:5 | 7:2 | 21:16 | 5:3  |
| 3. Österreich  | 1:6 | 4:4 |     | 5:5 | 5:2 | 15:17 | 4:4  |
| 4. Norwegen    | 6:7 | 5:5 | 5:5 |     | 2:2 | 18:19 | 3:5  |
| 5. Niederlande | 2:4 | 2:7 | 2:5 | 2:2 |     | 08:18 | 1:7  |

Gruppe 2
| Spiele        | POL  | ROM  | FRA  | DEN  | BUL  | Tore  | Pkt. |
| ------------- | ---- | ---- | ---- | ---- | ---- | ----- | ---- |
| 1. Polen      |      | 6:0  | 10:2 | 17:3 | 11:1 | 44:06 | 8:0  |
| 2. Rumänien   | 0:6  |      | 12:4 | 9:4  | 9:1  | 30:15 | 6:2  |
| 3. Frankreich | 2:10 | 4:12 |      | 3:5  | 5:2  | 14:29 | 2:6  |
| 4. Dänemark   | 3:17 | 4:9  | 5:3  |      | 1:3  | 13:32 | 2:6  |
| 5. Bulgarien  | 1:11 | 1:9  | 2:5  | 3:1  |      | 07:26 | 2:6  |

### Platzierungsspiele
| Spiel um Platz 9 | Bulgarien   | 4:3                  | Niederlande |  |
| Spiel um Platz 7 | Norwegen    | 9:0 (3:0, 1:0, 5:0)  | Dänemark    |  |
| Spiel um Platz 5 | Frankreich  | 7:4 (0:3, 3:1, 4:0)  | Österreich  |  |
| Spiel um Platz 3 | Jugoslawien | 5:3 (1:2, 1:1, 3:0)  | Rumänien    |  |
| Finale           | Polen       | 12:6 (9:0, 1:2, 2:4) | Italien     |  |